# Gitterenergie

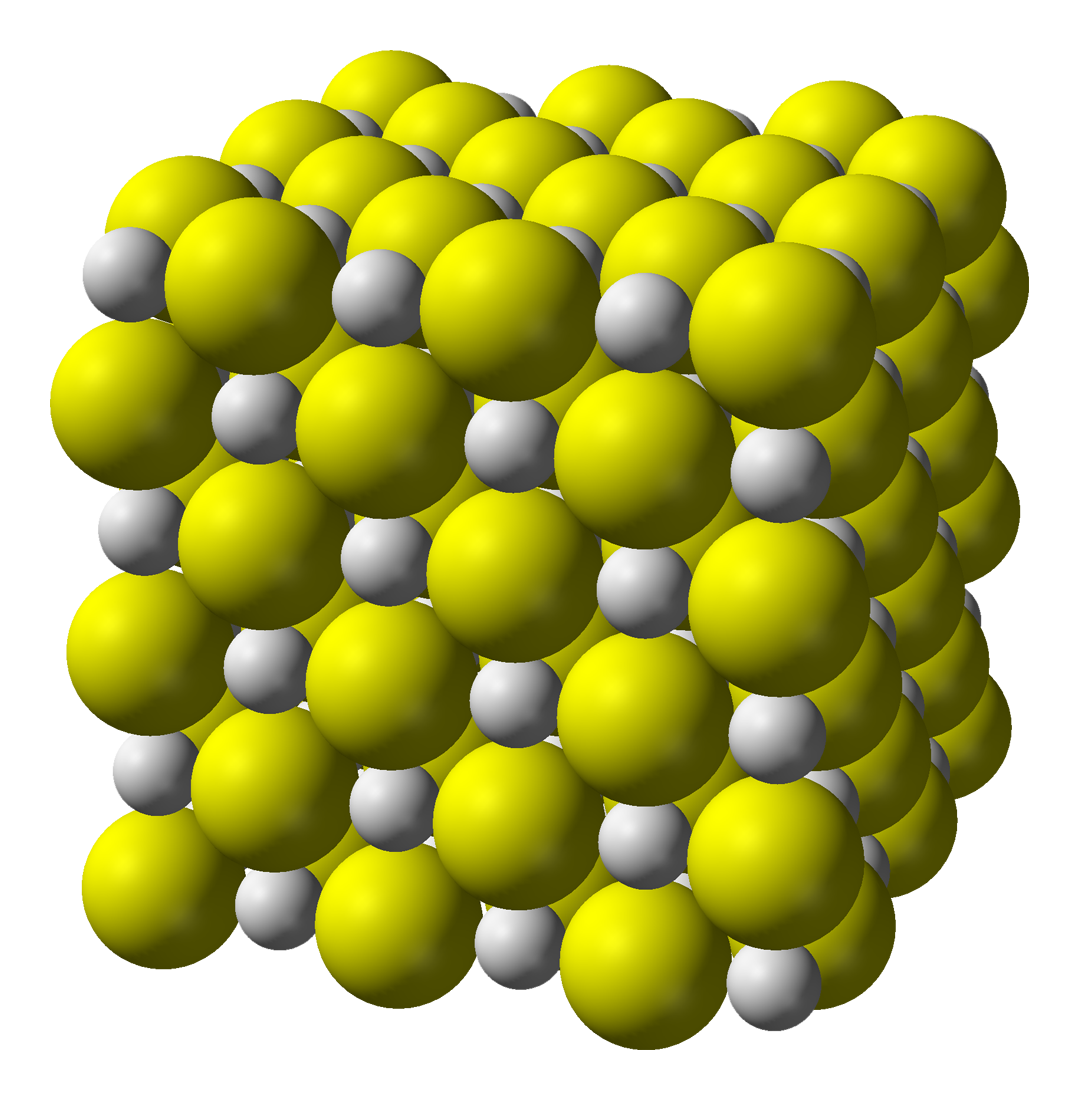
Modell des Calciumsulfid-Gitters

Die Gitterenergie {\displaystyle \Delta _{G}U} gibt an, wie viel Arbeit man aufwenden muss, um die atomaren, ionischen oder molekularen Bestandteile eines Festkörpers im Vakuum unendlich weit voneinander zu entfernen (d. h. in den Gaszustand übergehen zu lassen).
Die Gitterenergie ist eine Bindungsenergie. Umgekehrt ist ihr Negatives die potentielle Energie, wenn sich die Atome, Moleküle oder Ionen aus unendlicher Entfernung zu einem Kristallgitter zusammenfinden, d. h. der Betrag der Gitterenergie wird bei der Bildung eines Gitters freigesetzt.
Die Gitterenergien von Ionenverbindungen wie Kochsalz, Metallen wie Eisen und kovalent gebundenen Festkörpern wie Diamant sind wegen der starken vorwiegend elektrostatischen bzw. kovalenten Wechselwirkungen erheblich größer als bei Festkörpern wie Zucker oder Iod, die aus neutralen Molekülen aufgebaut sind und nur über Van-der-Waals-Kräfte wechselwirken.
Zur Berechnung der Gitterenergie bei Ionenverbindungen siehe: Madelung-Konstante, Born-Landé-Gleichung, Kapustinskii-Gleichung.
Die Gitterenergie und die Gitterenthalpie {\displaystyle \Delta _{G}H}unterscheiden sich qualitativ: die Gitterenergie ist eine innere Energie, während die Gitterenthalpie eine Enthalpie ist. Die Gitterenthalpie berücksichtigt also zusätzlich die zu leistende Volumenarbeit {\displaystyle p\cdot \Delta V} gegen einen konstanten äußeren Druck {\displaystyle p}. Hat man für das Auseinanderbringen der Bestandteile des Festkörpers eine molare Gitterenthalpie {\displaystyle \Delta _{G}H_{m}} bestimmt, so ist die molare Gitterenergie:
{\displaystyle \Delta _{G}U_{m}=\Delta _{G}H_{m}-p\cdot \Delta V_{m}}
mit der auf die Stoffmenge bezogenen Volumenänderung {\displaystyle \Delta V_{m}}.